# Генуя (провінція)
Прові́нція Ге́нуя (італ. Provincia di Genova) — колишня провінція в Італії, у регіоні Лігурія. З 1 січня 2015 року замінена метрополійним містом Генуя
Площа провінції — 1 838 км², населення — 880 134 осіб.
Столицею провінції було місто Генуя.

## Географія

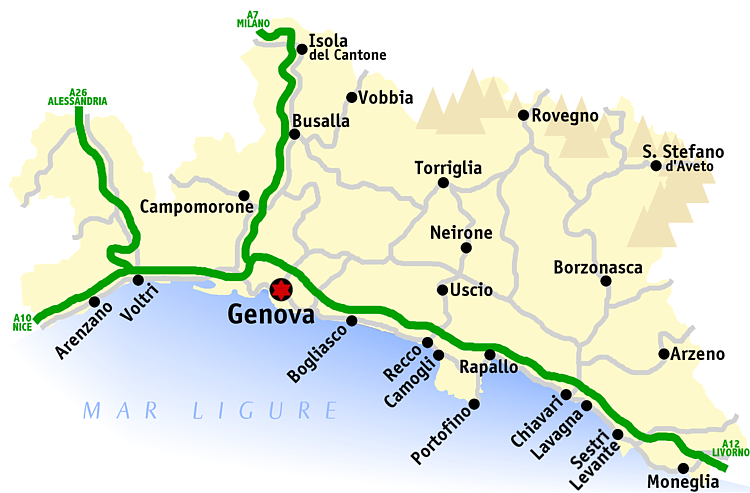
Мапа провінції

Провінція межувала на заході з провінцією Савона, на півночі з регіоном П'ємонт (провінцією Алессандрія), і з регіоном Емілія-Романья (провінцією П'яченца та провінцією Парма), на сході з провінцією Спеція, і на півдні з Лігурійським морем.